# Shardana
Gli Shardana, o più correttamente Sherdana, (anche Sherden) erano una delle popolazioni, citate dalle fonti egizie del II millennio a.C., appartenenti alla coalizione dei Popoli del Mare. La loro presumibile identificazione con gli antichi Sardi è al momento oggetto di dibattito archeologico.

## Pronuncia della parolaŠrdn/Srdn-w

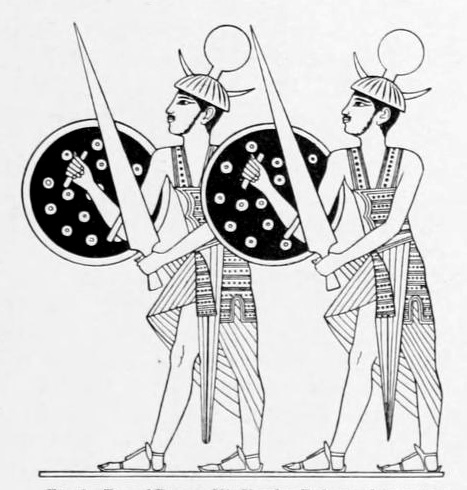
Guardie Sherden di Ramses II nel tempio di Abu Simbel, disegno di Ippolito Rossellini

La reale pronuncia, o perlomeno quella che si avvicina di più alle attestazioni antiche, è Sherdana e non Shardana, che è una vocalizzazione artificiale. I documenti egizi di età amarniana, relativi alla XVIII dinastia egizia, dunque i primi che citano questa popolazione, non davano la possibilità di vocalizzare compiutamente la parola, infatti essa risultava scritta esclusivamente con le consonanti ŠRDN. Questo perché la scrittura geroglifica egizia non aveva simboli per le vocali. Pertanto, la vocalizzazione Šardana è convenzionale e non basata su fonti antiche.
La pronuncia Sherdana ci è invece confermata dai testi ugaritici rinvenuti nell'omonima città di Ugarit, nell'odierna Siria, distrutta proprio durante le invasioni dei Popoli del Mare. Infatti mentre i geroglifici egizi, come già detto, non hanno vocali, la lingua accadica ne utilizzava ben tre: la a, la e/i e la o/u. Queste vocali erano inconfondibili tra di loro, e nel caso fossero state sostituite da vocali appartenenti ad altri gruppi la parola modificata avrebbe cambiato totalmente il suo significato. Oltre al carattere prettamente linguistico, ci sono delle integrazioni anche da parte dell’onomastica. Infatti, grazie ai testi giunti sino a noi, si è potuto constatare che i soldati Sherdana in Egitto utilizzavano nomi propri egizi, mentre nella città di Ugarit i loro nomi erano siriani. Nei testi ugaritici la parola che indicava questa popolazione, o comunque i gruppi mercenari di questa etnia, era scritta come Šerdana, con la prima vocale e/i e non a, perché, come anticipato, una sostituzione di vocale avrebbe mutato completamente il significato della parola.

## Fonti antiche
La più antica menzione del popolo chiamato Šrdn/Srdn-w, più comunemente detto Sereden o Sherden, si trova nelle lettere di Amarna, corrispondenze fra Rib-Hadda di Biblo e il faraone Akhenaton, databili al 1350 a.C. circa. In questo periodo appaiono già come pirati e mercenari, pronti ad offrire i loro servizi ai signori locali.

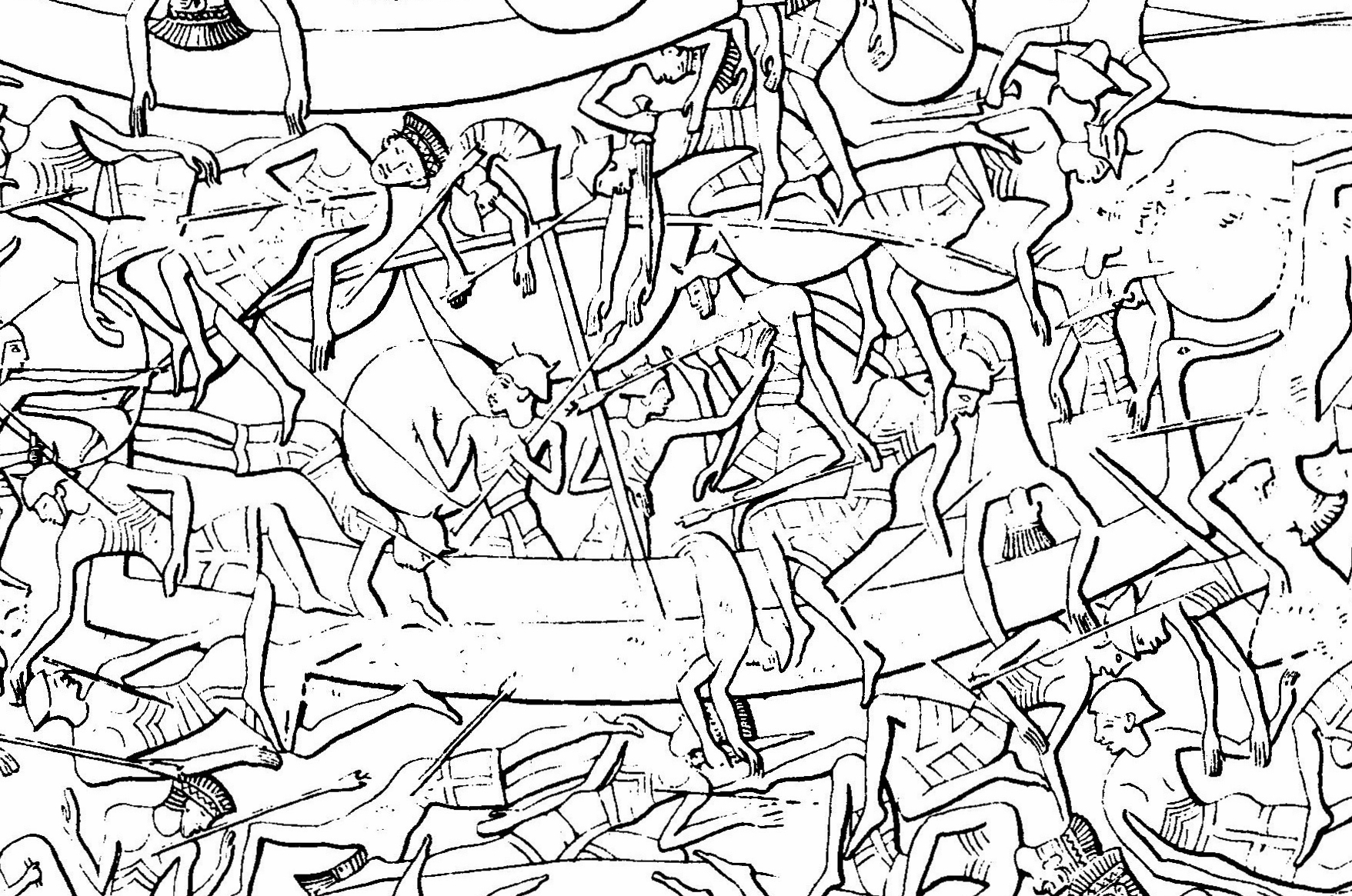
Gli Sherdana e i Peleset rappresentati a Medinet Habu durante la battaglia del Delta del Nilo.

Nel 1278 a.C., Ramses II si accordò con gli Sherden che avevano tentato di saccheggiare le coste egizie assieme ai Lukka (L'kkw, forse identificabili in seguito con i Lici) e i Shekelesh (Šqrsšw) dopo uno scontro navale lungo le coste del Mediterraneo (nei pressi del Delta Egiziano). Il faraone successivamente venne protetto e controllato da questi guerrieri posti a sua guardia personale.
Un'iscrizione di Ramses II, incisa in una stele ritrovata a Tanis, descrive le loro incursioni e il pericolo costante che la loro presenza portava alle coste egiziane:

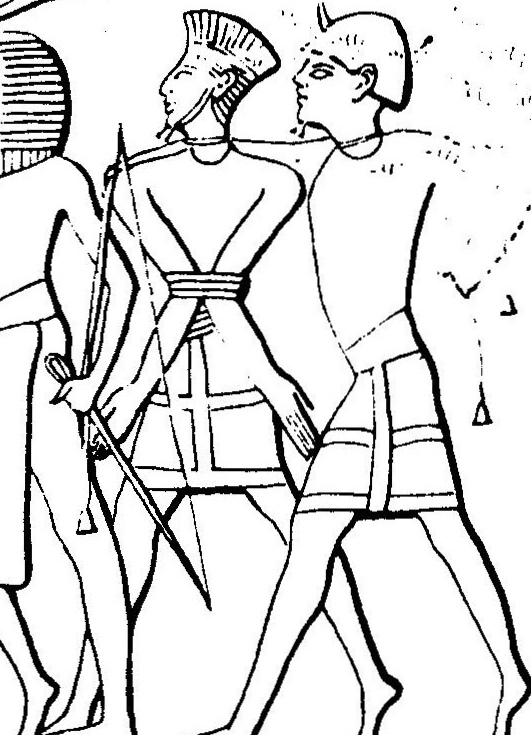
Sherdana e un Peleset prigionieri di Ramses III, Medinet Habu

Gli Sherden sono poi citati nell'iscrizione di Qadesh, dove è riportato che 520 Sherden fecero parte della guardia personale del faraone nella battaglia di Qadesh fra Egizi ed Ittiti. Gli Sherden facenti parte della guardia reale sono rappresentati con il tipico elmo cornuto sul quale è presente nel mezzo una sorta di sfera o palla, lo scudo è tondo mentre le spade in dotazione sono del tipo Naue II.
Anni dopo, una seconda ondata di "Popoli del mare", e tra essi anche gli Sherden, venne accolta dal figlio di Ramses II, Merenptah. In seguito Ramses III venne impegnato in un'importante battaglia con gli stessi, il cui resoconto è raffigurato presso il tempio di Medinet Habu a Tebe. Gli Sherden vennero quindi arruolati nell'esercito del faraone:
(dal Papiro Harris)

Ipotetica distribuzione dei Popoli del mare nella Cananea (Ugas 2016)

Un'opera egizia redatta intorno al 1100 a.C., l'onomastico di Amenemope, documenta la presenza degli Sherden nel Levante. Dopo la sconfitta subita da parte del faraone Ramses III, infatti, questi ultimi, insieme ad altri "Popoli del mare", sarebbero stati autorizzati a stanziarsi in tale territorio, comunque sottoposto al dominio egiziano.
In particolare, il territorio occupato dagli Sherdana sarebbe sostanzialmente quello indicato dalla Bibbia come appartenente alla tribù israelitica di Zabulon, dove compare anche un centro abitato denominato Sarid (Giosuè, 10 e 12); secondo un'altra interpretazione i loro domini nell'area erano invece ben più ampi.
La presenza degli Sherdana in Medio e Alto Egitto in varie colonie è attestata in alcune fonti papiracee del regno di Ramses V e di Ramses XI. È ipotizzabile che alla fine dell'età ramesside gli Sherdana si siano gradualmente amalgamati alla popolazione egizia, con conseguente perdita del loro status di mercenari alla fine dell'età libica.

## Area di origine ed eventuale dispersione degli Sherdana nel Mediterraneo
Il problema dell'area di origine o di eventuale destinazione del popolo degli Sherdana sorse a partire dal XIX secolo. Nessuna menzione certa degli Sherdana è mai stata rinvenuta in documenti greci o ittiti, fatto che complica il lavoro degli studiosi. Nel corso dei decenni sono state proposte varie ipotesi, fra le quali due sono quelle più ricorrenti:
- Gli Sherdana provenivano dal mediterraneo occidentale e sarebbero identificabili con le popolazioni nuragiche della Sardegna[3][13] e della Corsica[14].
- Gli Sherdana, provenienti dal mediterraneo orientale, si insediarono in Sardegna e in Corsica a seguito della tentata invasione dell'Egitto

L'egittologo Giacomo Cavillier (a capo del progetto Sherdana del Centro Studi Champollion) sulla base dei dati raccolti in Egitto ritiene che allo stato attuale delle ricerche (2008) non sia possibile teorizzare origine e destinazione delle genti Sherdana, stante la loro caratteristica di interagire con alcune delle principali aree culturali del Vicino Oriente come Antico Egitto, Siria, Fenicia, popoli dell'Egeo e, gradualmente, di assimilarne le peculiarità per poter sopravvivere.

### Tesi della provenienza sarda

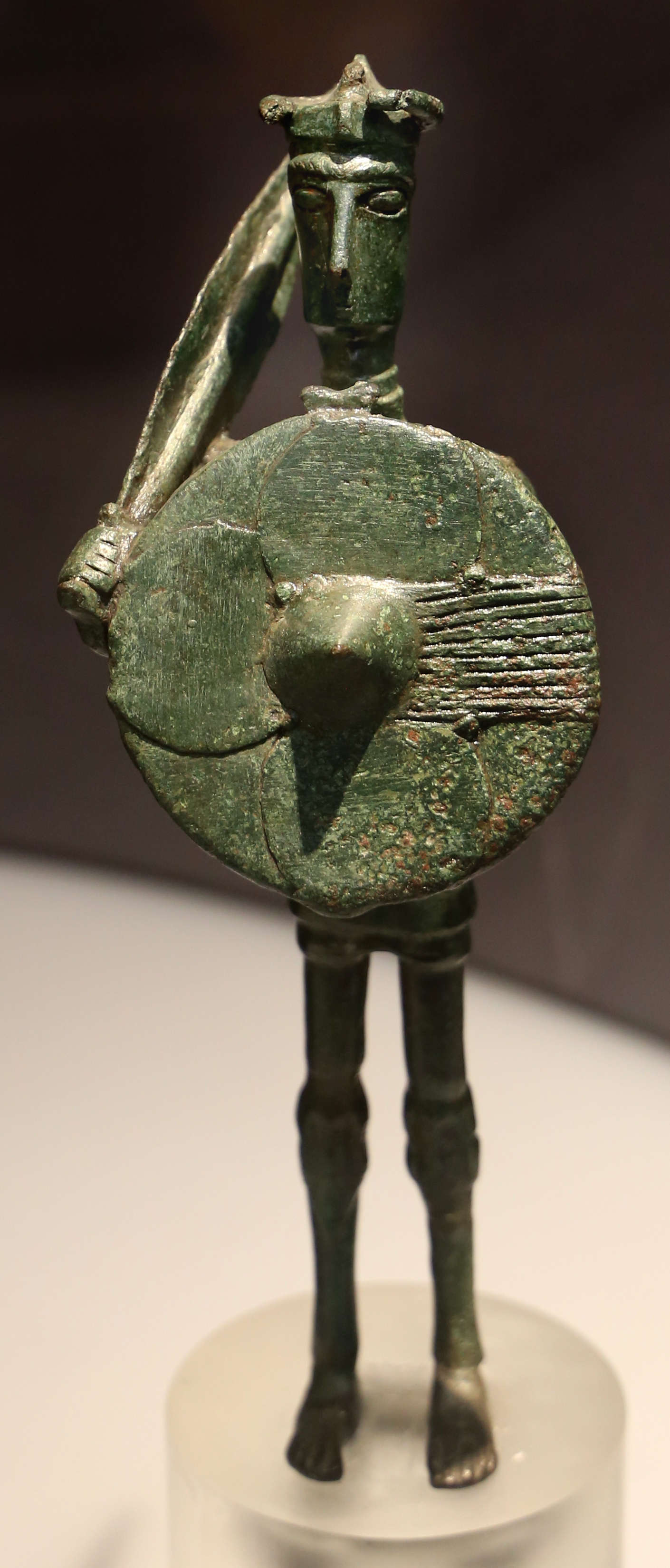
Bronzetto sardo raffigurante un guerriero equipaggiato con scudo tondo, elmo cornuto e gonnellino.

L'archeologo Antonio Taramelli, scopritore di molti siti di varie epoche in Sardegna, e autore di ricerche che furono determinanti per la conoscenza dei riti funerari sardi nuragici e prenuragici, era un convinto sostenitore della provenienza occidentale degli Shardana. Scrisse infatti:
(Antonio Taramelli, Scavi e scoperte. 1903-1910, Carlo Delfino editore, 1982)
L'archeologo australiano Vere Gordon Childe, rifacendosi anche alle ricerche di Taramelli, nella sua opera The Bronze Age (1930) notò che:
(Vere Gordon Childe - The Bronze Age (1930))
Massimo Pallottino, a proposito dell'accostamento fra Sherdana e Sardi nuragici, scrive:
Lo stesso, circa l'ipotesi di una colonizzazione dell'isola da parte di popolazioni orientali nella tarda età del bronzo, afferma:
Giovanni Lilliu, pur non addentrandosi in profondità sull'argomento, constatò che:

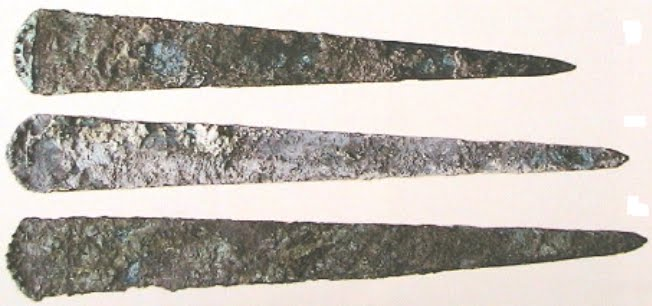
Spade tipo "Sant'Iroxi" rinvenute a Decimoputzu (CA), analoghe a quelle raffigurate nei bassorilievi egizi.

Più recentemente (2005 e 2016) l'archeologo Giovanni Ugas ha riproposto l'identificazione degli Sherdana, descritti come "il popolo delle isole che stanno in mezzo al grande verde", con le popolazioni sardo-nuragiche, in particolare con la tribù degli Iolei/Iliensi (Sherden=Iolei-Eraclidi?) dimoranti nel centro-sud dell'isola, secondo uno scenario suggerito anche da Fulvia Lo Schiavo.
Ugas diresse gli scavi della cosiddetta "Tomba dei guerrieri" di Decimoputzu (CA) dove furono rinvenute 13 spade in rame arsenicale a lama triangolare, analoghe a quelle raffigurate nei bassorilievi egizi e datate al 1600 a.C. circa (facies omonima di Sant'Iroxi, cultura di Bonnanaro), cioè a un'epoca precedente all'apparizione degli Sherdana in oriente.
Ugas ha collaborato con l'archeologo israeliano Adam Zertal, secondo cui il celebre condottiero Sisara, menzionato nella Bibbia, era uno Shardana. Zertal ha anche sostenuto che il sito israeliano di El-Ahwat, che presenterebbe alcuni parallelismi con i nuraghi, possa essere stato edificato dai Sardi. Più recenti interpretazioni e verifiche (una fra tutte quella di Israel Finkelstein), tuttavia, hanno messo in dubbio l'attribuzione del sito di El-Ahwat agli Sherdana e persino la sua datazione, ritenendolo un complesso di epoca tarda; inoltre le tracce Sherdana su questa "guarnigione" faraonica apparirebbero piuttosto esigue né riscontrabili in altri siti della Valle del Nilo. Bar Shay, archeologo dell'Università di Haifa, ha invece successivamente confermato tale connessione, ritenendo che l'architettura del sito non abbia alcun parallelo con quella di altri luoghi differenti dalla Sardegna e della sua cultura Shardana. 
(Bar Shay)
Un altro apparente esempio di architettura nuragica al di fuori della Sardegna sarebbe il pozzo sacro di Gărlo scoperto nei pressi di Sofia (anticamente Sardica) in Bulgaria, simile al pozzo sacro di Funtana Coberta di Ballao (SU) e secondo Ugas ricollegabile agli Sherdana.

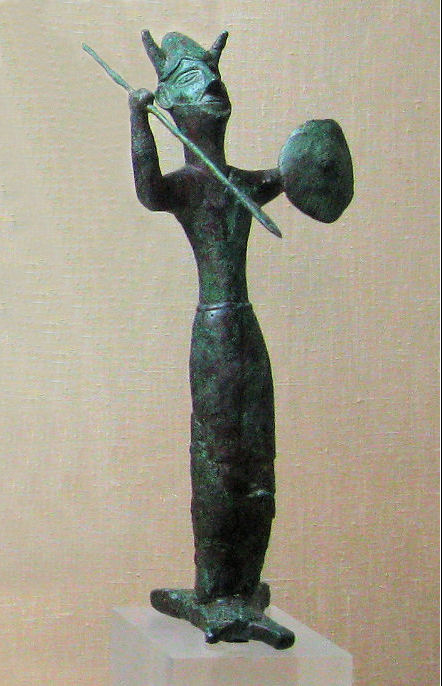
Statuina da Enkomi, Cipro. Ai suoi piedi è raffigurato un lingotto a pelle di bue

Ulteriori elementi a favore della tesi che propugna la provenienza occidentale degli Sherdana sono costituiti dal rinvenimento di ceramiche di produzione sarda nell'Egeo e nel Mediterraneo orientale, in particolare nei siti di Tirinto, Kommos, Pyla-Kokkinokremnos e Hala Sultan Tekke, sull'isola di Cipro e a Minet el-Beida, presso Ugarit. Renato Peroni suggerisce che tali produzioni vascolari (note con il nome di Barbarian Ware), data la scarsa qualità, non siano prodotti di importazione ma ceramiche fabbricate sul luogo da piccoli gruppi allogeni di guerrieri e artigiani provenienti dalla Sardegna e dall'Italia.
La navigazione dei Sardi verso quell'area del Mediterraneo, in particolare verso Creta, sarebbe inoltre citata in talune antiche fonti greche (la guerra portata dai Sardi contro Creta e il mito di Talos, contenente riferimenti alla Sardegna).
Lo storico statunitense Robert Drews sostiene che gli uomini nuragici che vivevano nelle vicinanze del golfo di Cagliari, frequentato nell'età del bronzo da mercanti micenei e orientali, furono stimolati ad emigrare dall'isola come guerrieri per migliorare il proprio tenore di vita nei ricchi regni del mediterraneo orientale.
Nel 2002 il giornalista Sergio Frau ha pubblicato il libro Le Colonne d'Ercole. Un'inchiesta, in cui avvalora la tesi della provenienza sarda dei "popoli del mare" a seguito di un maremoto che distruggendo i territori meridionali della Sardegna provocò l'allontanamento dall'isola di gran parte della sua popolazione. Tale ipotesi è stata tuttavia rifiutata dagli accademici dell'università cagliaritana.
La tesi della provenienza sarda, e in particolare lo studio di Giovanni Ugas, è stata poi ripresa anche da Sebastiano Tusa, nell'ultimo libro da lui scritto e nelle presentazioni dello stesso, e da Carlos Roberto Zorea, dell'Università Complutense di Madrid.

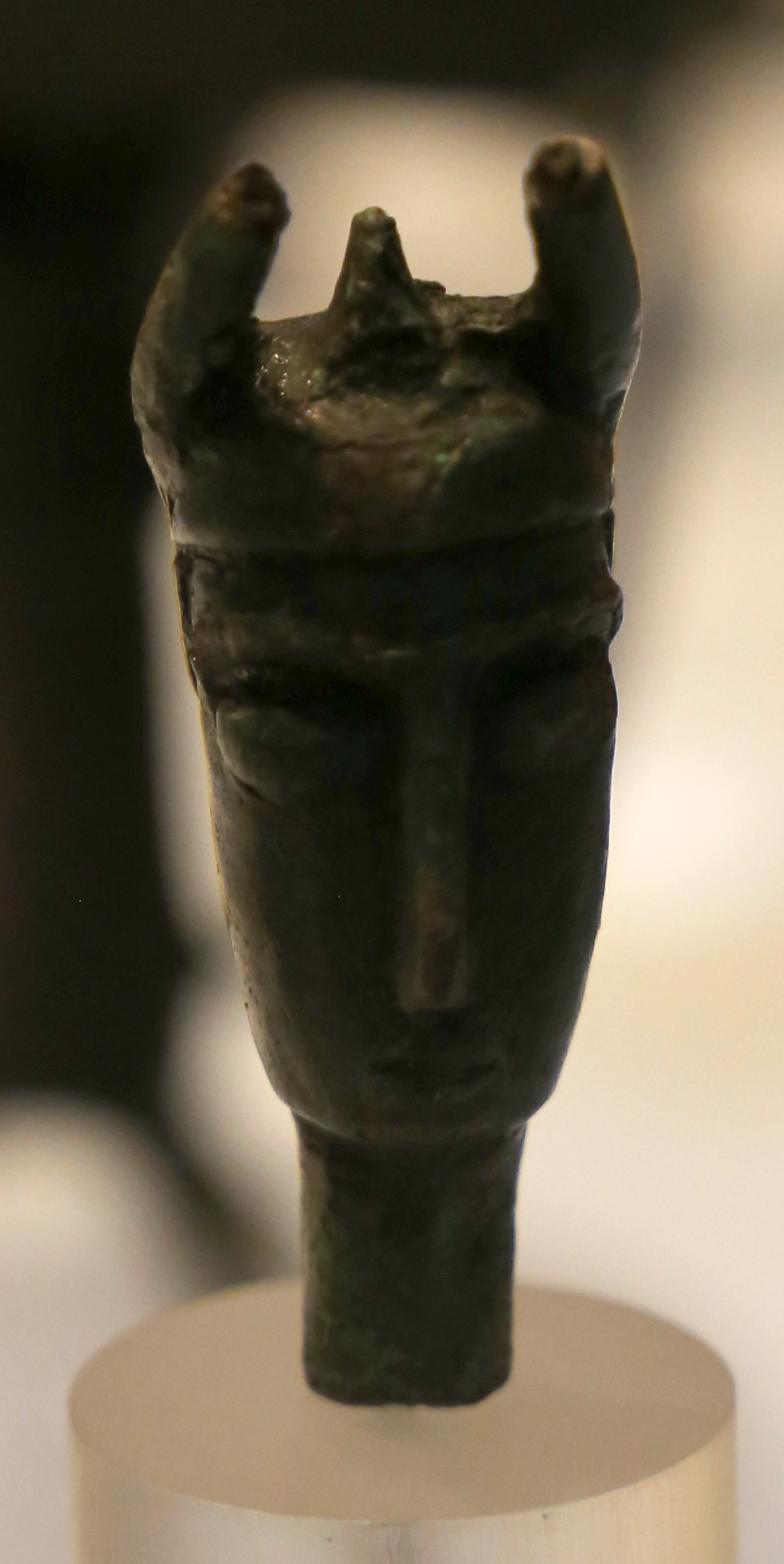
Testa di guerriero da Alà dei Sardi

Anche l'archeologo cipriota Vassos Karageorghis ha sostenuto la corrispondenza degli Shardana con il popolo nuragico, e l'importanza del loro ruolo in luoghi come la città di Tell Kazel in Siria.
(Vassos Karageorghis - Handmade Burnished Ware in Cyprus and elsewhere in the Mediterranean (2011))
Secondo l'archeologo americano Malcolm H. Wiener "è probabile che alcuni dei Popoli del Mare siano partiti dalla Sardegna, dalla Sicilia, dall'Italia o dai Balcani. La Sardegna è stata a lungo vista come una probabile o possibile patria degli Sherdana alla luce della somiglianza nei nomi e nelle raffigurazioni egiziane di elmi somiglianti a quelli rinvenuti in Sardegna" mentre per l'archeologo austriaco Reinhard Jung "l'ipotesi di un collegamento tra Šardana e i sardi nuragici è antica quanto l'archeologia, ma finora non è stata dimostrata". (2017)

### Tesi della provenienza medio-orientale
Gaston Maspero teorizzò un'origine anatolica, ed in particolare da Sardi, città della Lidia, per gli Shardana, che furono poi, secondo l'egittologo francese, costretti a migrare ad occidente (non prima di aver assalito l'Egitto) a causa delle invasioni dei popoli balcanici dei Frigi, dei Bitini e dei Traci.
Margaret Guido negli anni sessanta e Nancy Sandars negli anni settanta hanno ipotizzato, invece, che gli Sherdana, provenienti da oriente, si siano insediati in Sardegna nel XIII secolo a.C. circa, sovrapponendosi alle popolazioni nuragiche. Per Guido essi erano originari della Ionia, regione costiera dell'Anatolia, mentre per la Sandars: 
(Nancy K. Sandars, cit., 1978)
L'archeologo Paolo Bernardini, docente universitario e Direttore Archeologo nella Soprintendenza per i Beni Archeologici di Cagliari e Oristano, precisa in proposito: «L'associazione dei Sherden con la Sardegna ... rientra nel problema assai più ampio e generale della ricerca della localizzazione delle sedi originarie dei Popoli del Mare, per le quali una certa parte di studiosi, di cui faccio parte, si orienta ormai verso l'area egeo-anatolica e vicino-orientale. ... Non è inverosimile, infatti, che alcuni gruppi dei Popoli del Mare, dopo e durante le scorrerie e le invasioni, siano approdati sulle spiagge dei nostri mari occidentali e tra questi, i Sherden, si siano insediati in Sardegna. ... I nomi di personaggi Sherden che ci sono noti dagli archivi di Ugarit rimandano alla geografia dell'area siro-palestinese e non certo alle regioni occidentali». Inoltre: «L'archeologia ... testimonia di un sicuro movimento di alcuni Popoli del Mare ... da Oriente a Occidente: oggi sappiamo che in Sardegna, intorno al 1100-1000 a.C. circolavano uomini di cultura e tradizione filistea: ce ne parlano la diffusione delle fiasche in bronzo, tipico prodotto filisteo subito imitato nella ceramica locale e, soprattutto, il ritrovamento di un sarcofago filisteo nel sito dell'antica città di Neapolis, oggi Santa Maria di Guspini, nel golfo interno di Oristano».

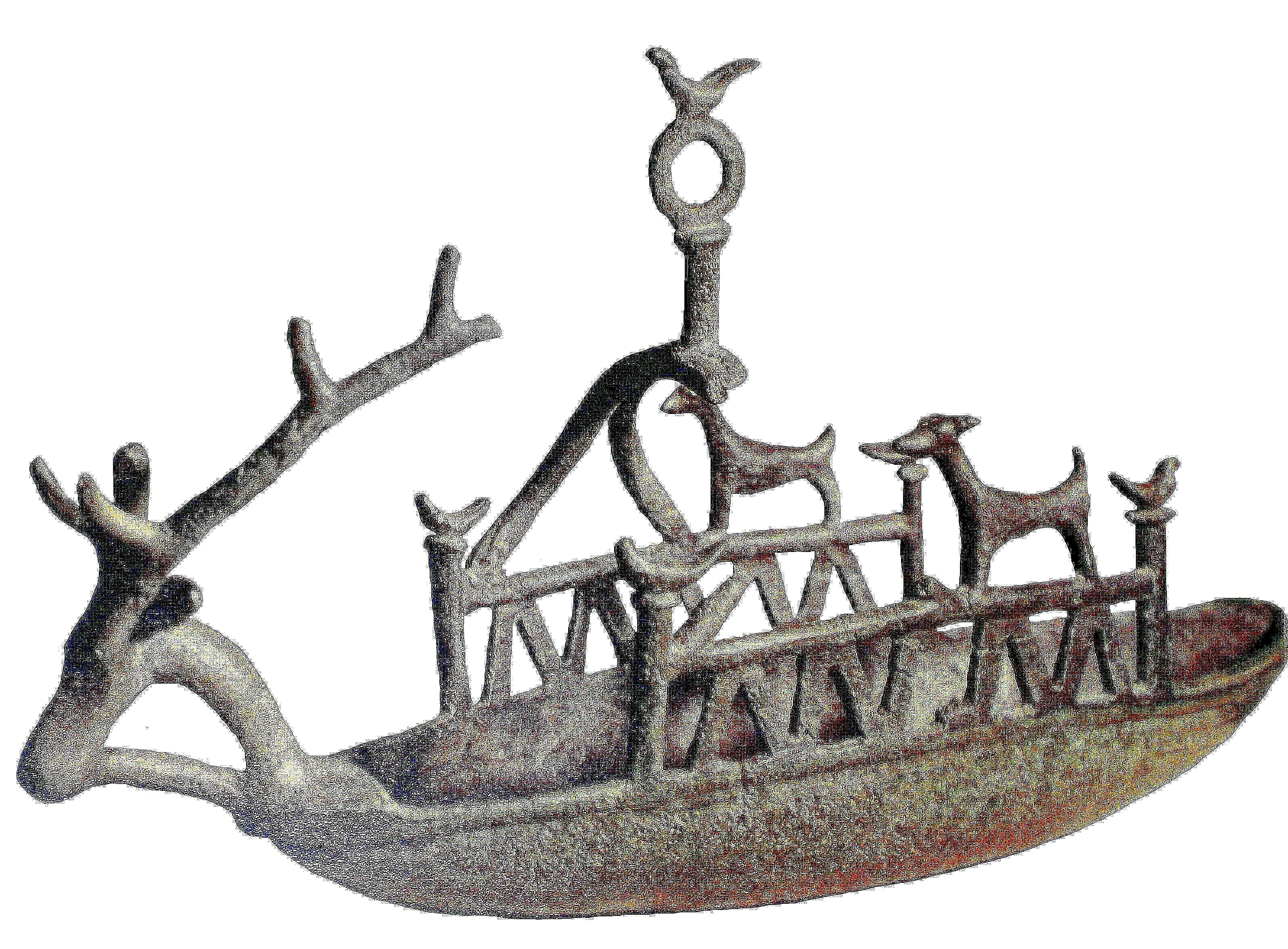
Bronzetto sardo raffigurante una navicella con protome animale.

Si fa presente che i Peleset, uno dei Popoli del Mare, sono i Filistei che, prima di insediarsi in Palestina (alla quale dettero il nome, provenivano - secondo la Bibbia - da Kaptor, l'isola di Creta.. 
L'orientalista Giovanni Garbini, infatti, sottolinea il rinvenimento di ceramica micenea del tipo III C (submicenea) nei siti tradizionalmente distrutti dai Popoli del Mare nel corridoio siro-palestinese.
Ciò gli fa ritenere che questi popoli, compresi gli Sherdana, pur non essendo tutti originari della Grecia facessero parte di un Commonwealth greco-miceneo, condividendone la tipologia della ceramica. Tale circostanza - secondo Garbini - costituirebbe un consistente indizio archeologico, per individuare l'espansione dei Popoli del mare nel bacino del Mediterraneo, in particolare quando i ritrovamenti della ceramica del tipo miceneo III C, all'analisi neutronica, si rivela non importata ma prodotta sul posto.
L'orientalista italiano ritiene che, successivamente al loro insediamento in Israele, almeno una parte degli Sherdana, insieme a gruppi di Filistei, si sia stanziato in Sardegna, soprattutto nel litorale sud-occidentale, dove è emerso un consistente numero di reperti di ceramica submicenea (XI-XII secolo a.C.).
Risalirebbe quindi a tale epoca la denominazione attuale dell'isola, derivante dal nome degli Sherdana.
Ancora, secondo Bernardini: «Gli studi condotti sulle argille indicano che i vasi (della ceramica rinvenuta in Sardegna tra il 1300 e il 1050 a.C., n.d.r.) sono stati prodotti nella Grecia micenea continentale, a Creta, a Cipro, nel vasto ambito della diaspora culturale micenea che abbraccia le isole dell'Egeo e le coste della Siria-Palestina; ma è importante notare come a fianco delle importazioni appaia nell'isola una produzione sardo-micenea realizzata utilizzando le argille locali; segno di una presenza stanziale di stranieri all'interno delle comunità indigene».
L'archeoastronomo Mauro Peppino Zedda condivide il parere di Giovanni Garbini, escludendo un'identificazione degli Sherdana con i costruttori dei nuraghi, in quanto nel 1200 a.C. molti nuraghi furono abbandonati e attorno ad altri si edificarono villaggi, utilizzando parte di essi come materiale da costruzione. Secondo Zedda, gli Sherdana (e i Filistei), giunti in Sardegna dall'area egeo-anatolica, si sarebbero insediati in particolare a Caralis, Nora, Bithia e Sulci, ed in seguito a Neapolis, Tharros e Bosa, lasciando il resto dell'isola agli Iliensi, ai Corsi e ai Balari. Effettivamente, uno studio particolareggiato condotto su 632 esemplari dei bronzetti sardi cui faceva riferimento il Childe ha individuato al più presto intorno XII-XI sec. a.C. l'epoca dell'apparizione di tali oggetti nell'isola, cioè successivamente al periodo che Zedda definisce più propriamente "nuragico". Le indagini di archeogenetica, tuttavia, hanno individuato nei fossili oggetto di studio l'evidenza di flussi migratori di origine mediorientale verso la Sardegna successivamente al 1000 a.C., in siti fenicio-punici.

### Altre ipotesi

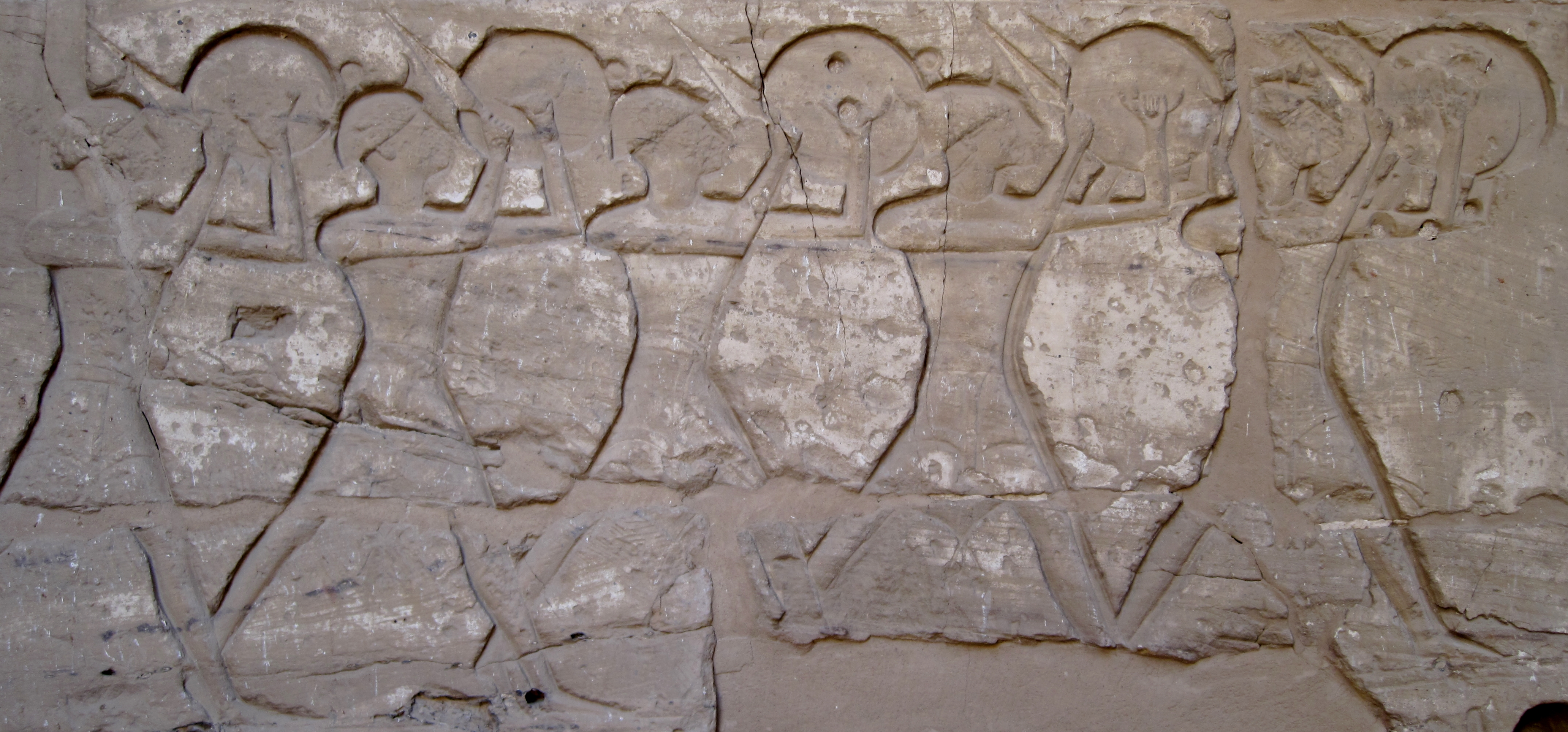
Shardana a Medinet Habu

Altri studiosi hanno preferito assegnare un'origine illirica oppure caucasica agli Shardana.
Fritz Schachermeyr sostenne che i Popoli del mare provenissero dall'Illiria. In particolare gli Shardana sarebbero riconducibili alla tribù dei Sardeates della Dalmazia. Successivamente sarebbero migrati in Sardegna a cui diedero il nome.